# Gladiator II
Gladiator II är en historisk dramafilm från 2024. Den är regisserad av Ridley Scott, med manus skrivet av David Scarpa. Filmen är uppföljare till Gladiator från 2000 och produceras av Scott Free Productions för Paramount Pictures och Universal Pictures.
Filmen hade biopremiär i Sverige den 14 november 2024, utgiven av Paramount Pictures.

## Handling
Ungefär 20 år har passerat sedan gladiatorn Maximus Decimus Meridius fick sätta livet till på Colosseum. Lucius, son till Lucilla och Maximus, lever tillsammans med sin familj i den romerska provinsen Numudien. Romerska soldater ledda av general Marcus Acacius intar staden och dödar Lucius fru och tvingar honom till slaveri. Inspirerad av historien om Maximus antar Lucius ett liv som gladiator. 

## Rollista (i urval)
- Paul Mescal – Hanno / Lucius Verus
- Pedro Pascal – General Marcus Acacius
- Denzel Washington – Macrinus
- Connie Nielsen – Lucilla, Lucius mor
- Derek Jacobi – Senator Gracchus
- Joseph Quinn – Kejsare Caracalla
- Fred Hechinger – Kejsare Geta
- Yuval Gonen – Arishat, Hannos fru[5]
- Alexander Karim – Ravi, läkaren[6]
- Lior Raz – Viggo

## Produktion
Filminspelningarna påbörjades i juni 2023 med Ouarzazate, Marocko som inspelningsplats, för att sen de kommande fyra månaderna även spela in i Malta och Storbritannien. Under inspelningen den 7 juni skadades sex personer ur inspelningsteamet i en brandolycka. Filminspelningarna avbröts i juli 2023 på grund av skådespelarstrejken i Hollywood 2023.